# De miseria condicionis humane
Le traité De miseria condicionis humanae (De la misère de la condition humaine) a été rédigé par Lothaire de Segni (devenu par la suite pape sous le nom d'Innocent III) au cours de la dernière décennie du XIIe siècle, à l'époque où il était cardinal-diacre de Saint-Serge-et-Bacchus.

## Présentation
Le De Miseria n'est pas à proprement parler un traité théologique ou dogmatique comme les autres écrits de Lothaire de Segni datant de la même époque (le De Missarum Mysteriis et le De Quadripartita Specie Nuptiarum), mais plutôt un essai psychologique sur la condition humaine, sous la forme de considérations introspectives - et désabusées. Le texte connut un grand succès au cours du Moyen Âge.
Le traité est émaillé de très nombreuses citations bibliques (de l'Ancien Testament : Livre des Psaumes, Livre de Job, Ecclésiaste, mais aussi du Nouveau Testament), qui servent soit de point de départ des réflexions de Lothaire, soit d'arguments venant appuyer ses propos sur la misère de l'existence humaine.
Au cours des trois livres qui composent le De Miseria, Lothaire développe des thèmes et un lexique récurrents : douleur et vanité de la vie, variété des tourments psychiques et des souffrances physiques, multiplicité des défauts et péchés des hommes, éternité de la peine des réprouvés, etc. Le tableau de la condition humaine par Lothaire de Segni regorge de cadavres en putréfaction, de vers voraces, de ténèbres insondables, de supplices en tous genres et de flammes dévorantes.

## Citation
« L'homme est conçu du sang par l'ardente putréfaction du désir, comme si de funestes vers se tenaient auprès de son corps. Vivant, il engendre des poux et des lombrics ; mort, il génère des vers et des mouches. Vivant, il produit des excréments et du vomi ; mort, il produit de la pourriture et de la puanteur. Vivant, il n'engraisse qu'un seul homme ; mort, il engraisse de nombreux vers. [...] À quoi servent donc les richesses ? Les festins ? Les voluptés ? Ils ne nous affranchiront pas de la mort, ils ne nous préserveront pas du ver, ils ne nous soustrairont pas à la puanteur. Celui qui tantôt siégeait, glorieux, sur le trône, tantôt gît, méprisé, dans le tombeau. Celui qui tantôt rayonnait, paré, à la cour, tantôt est avili, nu, dans la tombe. Celui qui tantôt se repaissait de mets délicieux à table, tantôt est mangé par les vers dans le sépulcre » (livre III, chapitre 1).